# Captain Coe’s Famous Racearound
Captain Coe’s Famous Racearound ist ein Jazzalbum von Tony Coe und Bob Brookmeyer mit dem Danish Radio Jazz Orchestra. Die im März 1995 im Playhouse Theatre, Whitley Bay, North Tyneside, im SAS Falconer Center, Kopenhagen und im Tønder Kulturhus in Tønder anlässlich der Verleihung des Jazzpar-Preises an Tony Coe entstandenen Aufnahmen erschienen am 20. Februar 1996 auf Storyville Records und wurden 2021 wiederveröffentlicht.

## Hintergrund
Beim Jazzpar-Preis 1995 wurde als erster nicht-amerikanischer Preisträger Tony Coe aus Großbritannien ausgewählt. Coes Beiträge auf diesem Album, das zu diesem Anlass entstand, sind von seinen früheren Erfahrungen als Musiker in größeren Ensembles, von Humphrey Lyttelton bis zur Kenny Clarke/Francy Boland Big Band, sowie als Post-Coleman-Hawkins-Interpret von Balladen, als freier Improvisator und Komponist geprägt. Die Aufnahmen entstanden bei einer Reihe von Konzerten im März 1995 in zwei Besetzungen, einer kleineren Combo (mit Henrik Bolberg Pedersen (Trompete), Bob Brookmeyer (Ventilposaune), David Hazeltine (Piano), Thomas Ovesen (Bass) und Steve Argüelles am Schlagzeug) und einer Bigband, die von Bob Brookmeyer geleitet wurde. Coe spielte auf drei Instrumenten, der Klarinette, dem Tenor- und dem Sopransaxophon. Mit den beiden Ensembles spielte er neben zwei Eigenkompositionen zwei Stücke von Steve Argüelles, „Lament“ von Maria Schneider sowie zwei Standards, Johnny Mercers „Fools Rushed In“ und „How Long Has This Been Going On?“ von George und Ira Gershwin aus dem Jahr 1927.
2021 wurden die Aufnahmen von Storyville Records wiederveröffentlicht, mit neuem Cover-Artwork und neuen Liner Notes von Brian Priestley.

## Titelliste

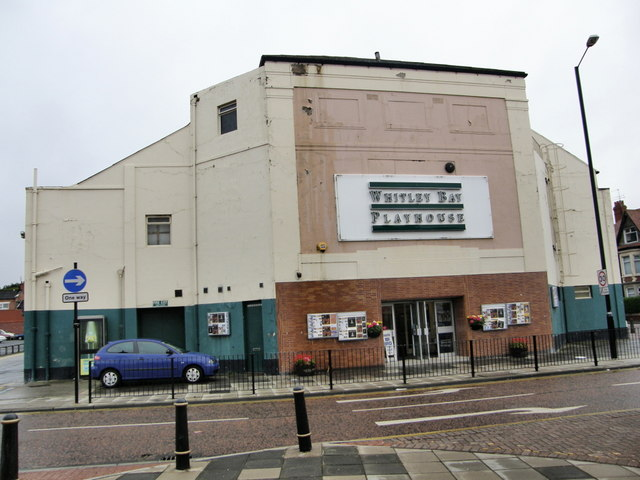
Das Playhouse Theatre in Whitley Bay, einer der Veranstaltungsorte, in denen das Album entstand

- Tony Coe & Bob Brookmeyer: Captain Coe’s Famous Racearound (Storyville Records STCD 4206)[1]

1. Tony Coe, The Danish Radio Jazz Orchestra, Bob Brookmeyer –	Prelude/How Long Has This Been Going On?/Postlude (G. Gershwin, I. Gershwin) 5:58
2. The 1995 Jazzpar Combo –	Edmundo	8:58
3. The 1995 Jazzpar Combo –	Toy Box	(Steve Argüelles) 3:38
4. The 1995 Jazzpar Combo –	Antonia	(Steve Argüelles) 5:49
5. Tony Coe, The Danish Radio Jazz Orchestra, Bob Brookmeyer –	Fools Rush In (Johnny Mercer, Rube Bloom) 6:51
6. Tony Coe, The Danish Radio Jazz Orchestra, Bob Brookmeyer –	Nasty Dance	(Bob Brookmeyer) 11:59
7. Tony Coe, The Danish Radio Jazz Orchestra, Bob Brookmeyer –	My Lament (Maria Schneider) 4:29
8. Tony Coe, The Danish Radio Jazz Orchestra, Bob Brookmeyer –	Captain Coe’s Famous Racearound	11:34

Wenn nicht anders vermerkt, stammen die Kompositionen von Tony Coe.

## Rezeption

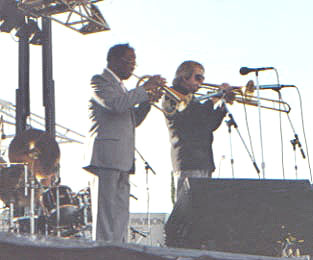
Bob Brookmeyer mit dem Trompeter Clark Terry 1980

Die Kritiker Richard Cook und Brian Morton verliehen dem Album im Penguin Guide to Jazz die zweithöchste Bewertung und schrieben, es sei ungewöhnlich für einen Jazzpar-Gewinner, so zurückhaltend zu sein, wenn es um seine eigene Arbeit geht, aber Coe sei wohl in erster Linie als Spieler belohnt worden, vermutet man, und es wäre eine Verschwendung, wenn er nicht auch Standards gespielt hätte. Sowohl „Fools Rushed In“ als auch „How Long Has This Been Going On?“ seien beide großartig. Coes Ton würde wie immer so rein wie Quellwasser klingen, Brookmeyer wiederum habe ein untrügliches Gespür für orchestrale Dynamik und er einige passgenaue Ensembles aus den dänischen Musikern zaubern. Das sei ein großartiges Album.
Nach Ansicht von Roger Farbey, der die Neuauflage des Albums in Jazz Journal rezensierte, unterstreicht das Album, dass Coe seit den späten 1960er-Jahren eine allgegenwärtige und wichtige Persönlichkeit im Jazz ist.
George W. Harris schrieb in Jazziz, mit diesem Album zeige Tony Coe, dass er auf diesem Album eine bessere Wahrnehmung verdient habe. Das wunderbare Danish Radio Jazz Orchestra unter der Leitung von Bob Brookmeyer würde Coes Klarinette bei „How Long Has This Been Going On?“ umgeben, während Coe als Solist bei „Nasty Dance“ auf einen wilden Ritt gehe und bei „My Lament“ ein reichhaltiges Panorama für sein Spiel auf dem Sopransaxophon schaffe. Hervorhebenswert sei auch Bob Brookmeyer an seiner berühmten Ventilposaune, zusammen mit Coes Sopran auf dem geschmeidig pulsierenden „Antonia“.